# Spergularia kurkae
Spergularia kurkae är en nejlikväxtart som beskrevs av F. Dvorák. Spergularia kurkae ingår i släktet rödnarvar, och familjen nejlikväxter. Inga underarter finns listade i Catalogue of Life.